# Cykloparafenyleny
Cykloparafenyleny – organiczne związki chemiczne z grupy związków makrocyklicznych, węglowodory aromatyczne zbudowane z pierścieni benzenowych połączonych w pozycjach para (tj. grup parafenylenowych lub 1,4-fenylenowych) z wytworzeniem polifenylenowej struktury makrocyklicznej. Cykloparafenyleny mogą być uważane za najkrótsze nanorurki. W latach 2008–2011 opublikowano metody otrzymania makropierścieni zbudowanych z 8–16 i 18 reszt parafenylenowych.

## Budowa

Struktura reszty parafenylenowej

Cykloparafenyleny zbudowane są z zamkniętych, nierozgałęzionych łańcuchów węglowodorowych, których monomerami są reszty parafenylenowe.
Z obliczeń DFT wynika, że najniższą energię mają struktury, w których pierścienie benzenowe nachylone są naprzemiennie pod kątem 33–34° dla [12] i [18]cykloparafenylenów i 18–33° dla [9]cykloparafenylenu. Alternatywna geometria wstęgi Möbiusa ma energię wyższą o 2 kcal/mol/resztę parafenylenową.

## Otrzymywanie

### Z 1,4-dijodobenzenu i diketonów
W roku 2008 opublikowano metodę syntezy [9], [12] i [18]cykloparafenylenów. W reakcji 1,4-dijodobenzenu z 1,4-benzochinonem w obecności n-butylolitu otrzymano liniowy układ trójpierścieniowy, który po metylowaniu przeprowadzono w pochodne dijodową  i diborową, a następnie mieszaninę tych związków poddano reakcji Suzuki, w wyniku czego powstała mieszanina [9], [12] i [18]makrocykli z łączną wydajnością 22%. Związki te wyizolowano i poddano aromatyzacji uzyskując odpowiednie cykloparafenyleny. W odmianie tego podejścia, w której związkami wyjściowymi były 1,4-dijodobenzen i cykloheksano-1,4-dion, uzyskano selektywnie [12]cykloparafenylen, a dalsze rozwinięcie tej metody pozwoliło na syntezę [14]–[16]cykloparafenylenów.

### Ze związków cynoorganicznych
Najkrótszym znanym cykloparafenylenem jest związek zbudowany z 8 grup fenylenowych. Otrzymany został w roku 2009 w reakcji cyklotetrameryzacji 4,4’-bis(trimetylostannylo)bifenylu wobec katalizatora platynoorganicznego. Pierwotny produkt makrocykliczny o geometrii kwadratowej zawierał 4 węzłowe atomy platyny łączące 4 reszty bifenylowe. Platynę usunięto w reakcji redukcyjnej eliminacji za pomocą bromu, uzyskując [8]cykloparafenylen z wydajnością całkowitą 25%.
Analogiczną metodę z użyciem związków cynoorganicznych wykorzystano następnie do syntezy mieszaniny [8]–[13]cykloparafenylenów, którą uzyskano podczas cyklizacji mieszaniny 4,4’-bis(trimetylostannylo)bifenylu (2 pierścienie benzenowe) i 4,4’-bis(trimetylostannylo)terfenylu (3 pierścienie benzenowe). [8]–[12]Cykloparafenyleny powstać mogły przez tetraplatynowy związek pośredni, natomiast [13]cykloparafenylen wymaga pośrednictwa związku zawierającego 5 lub 6 węzłowych atomów platyny. Poszczególne cykloparafenyleny można łatwo wyizolować z mieszaniny za pomocą chromatografii żelowej.

## Właściwości
Wszystkie znane cykloparafenyleny wykazują absorpcję światła UV z maksimum przy ok. 340 nm oraz fluorescencję w świetle widzialnym, której maksimum długości fali przesuwa się w stronę fal dłuższych wraz ze zmniejszaniem się wielkości pierścienia makrocyklicznego i wynosi 420–450 nm dla 18-meru i ok. 540 nm dla 8-meru.